# Derek Boateng
Derek Owusu Boateng (* 2. Mai 1983 in Accra, Ghana) ist ein ehemaliger ghanaischer Fußballspieler. Ursprünglich als Stürmer eingesetzt, wechselte Boateng später ins defensive Mittelfeld.

## Karriere
Bereits als 16-Jähriger unterschrieb der in der ghanaischen Hauptstadt geborene und aufgewachsene Boateng einen Vertrag in Kalamata, Griechenland, wo er in 27 Spielen neun Treffer erzielte. Anfang 2001 wechselte er zum griechischen Spitzenclub Panathinaikos Athen und kam dort auch zu ersten Einsätzen in der UEFA Champions League. Im selben Jahr trat er für sein Heimatland bei der Junioren-Fußballweltmeisterschaft in Argentinien an und erreichte dort mit seinem Team das Finale, in dem man dem Gastgeber mit 0:3 unterlag.
Im Jahr 2002 konnte sich Boateng bei Panathinaikos, wo er auf immerhin 24 Einsätze (drei Tore) gekommen war, keinen Stammplatz sichern. Nachdem ein Wechsel nach England an einer fehlenden Arbeitserlaubnis gescheitert war (der FC Middlesbrough hatte Interesse gezeigt), wechselte Boateng zum griechischen Ligakonkurrenten OFI Kreta. Dort konnte er sich allerdings nicht durchsetzen und kam auf nur zwölf Einsätze (ein Tor).
Sein schwedischer Berater Patrik Mörk vermittelte ihn daraufhin zur Saison 2003/04 zum schwedischen Erstligisten AIK Solna. Dort erlitt er gleich im ersten Spiel eine Verletzung, von der er sich im Verlauf der Spielzeit nicht mehr erholte. Auch der Rest der Mannschaft hatte eine rabenschwarze Saison, so dass der AIK am Ende aus der Fotbollsallsvenskan abstieg. Boateng, der in Solna als Fehleinkauf eingeschätzt wurde, versuchte daraufhin in ganz Europa einen neuen Verein zu finden, blieb aber letztlich beim AIK. Im Verlauf der Vorrunde der Saison 2004/05 erkämpfte er sich einen Stammplatz, und der AIK wurde mit neun Punkten Vorsprung Meister der Superettan und schaffte damit den direkten Wiederaufstieg in die höchste Spielklasse.
In der darauf folgenden Saison bestätigte Boateng seine gute Form, und nachdem er für die ghanaische Nationalmannschaft in einem Freundschaftsspiel gegen den französischen Erstligisten Nizza debütiert hatte, wurde er im Frühjahr 2006 in den Kader Ghanas für die Fußball-Weltmeisterschaft in Deutschland berufen. Dort kam er in der Vorrunde zur Halbzeit des Spiels gegen Tschechien (2:0) erstmals und gegen die USA (2:1) sowie im Achtelfinale gegen Brasilien (0:3) zum Einsatz.
Obwohl er bei AIK noch vor der WM einen Vertrag bis 2007 unterschrieben hatte, wechselte Boateng zur Saison 2006/07 zum israelischen Erstligisten Beitar Jerusalem. Am 22. Januar 2009 gab der 1. FC Köln auf seiner Homepage die Verpflichtung Derek Boatengs offiziell bekannt und er unterschrieb einen Vertrag bis 2013. Bereits am 31. Juli 2009 wechselte Derek Boateng jedoch ablösepflichtig zum FC Getafe nach Spanien, da er aufgrund der starken Konkurrenz durch Petit sowie durch Neuzugang Maniche keine Perspektive mehr in Köln sah.
In Spanien etablierte sich Boateng als Stammspieler und blieb bis Juni 2011, um zum Dnipro Dnipropetrowsk in der Ukraine zu wechseln. Zur Saison 2013/14 wechselte Boateng zum FC Fulham, bei dem er einen Vertrag bis Saisonende unterschrieb. Im Juli 2014 wechselte er kurz zu Rayo Vallecano und danach ab August des Jahres zum SD Eibar, beide in Spanien. Vom Januar 2016 bis Januar 2017 wechselte er zum Rayo OKC in die Vereinigten Staaten und danach bis Juni 2017 zum OFI Kreta in Griechenland zu seiner bislang letzten Station (Stand Mai 2022).